# Helma Schimke
Helma Schimke (* 16. Februar 1926 in Seekirchen am Wallersee; † 7. April 2018 in Salzburg) war eine österreichische Architektin und Pionierin des Frauenbergsteigens.

## Leben
Mit 13 Jahren begann Helma Schimke mit dem Bergsteigen. Nach dem Abschluss der Höheren Technischen Lehranstalt in Salzburg studierte sie in Wien Architektur (u. a. bei Clemens Holzmeister).
Ab den 1950er Jahren gelangen ihr mit ihren Kletterpartnern – u. a. Fritz Wintersteller, Hermann Buhl, Marcus Schmuck, Christl Haas, Rudolf Bardodej – zahlreiche schwere Bergtouren bis zum VI. Grad (bspw. Mont Blanc Brenvaflanke und Peutereygrat, Piz Badile Nordostwand, Großglockner Pallavicinirinne, Maukspitze Westwand, Fleischbank Südostverschneidung, Monte Rosa Ostwand). In den 1950er und 1960er Jahren zählte sie zu den weltweit besten Bergsteigerinnen. In den 1960er Jahren war sie mit der Schirennläuferin Christl Haas als Frauenseilschaft unterwegs.
Im Sommer 1961 wollte sie gemeinsam mit Rudolf Bardodej, ihrem Mann Konrad Schimke und dem Salzburger Arzt Georg Scharfetter eine Expedition zur Erstbesteigung des Diran (7270 m) in Pakistan unternehmen. Trotz ihrer beeindruckenden bergsteigerischen Leistungen spießte sich die Unterstützung der Expedition aus Sicht des Verwaltungsausschusses des ÖAV an der Teilnahme einer Frau: „Grundsätzliche, ernsteste Bedenken hat der VA … gegen die Teilnahme einer Mutter dreier unmündiger Kinder“. Die Expedition kam durch den Tod ihres Mannes nicht zustande.
Sie heiratete nach dem Zweiten Weltkrieg einen Studienkollegen. Nach der Geburt ihres Sohnes zerbrach die Beziehung und Schimke ließ sich scheiden. 1957 heiratete sie den Richter Konrad Schimke, der im Gegensatz zu ihrem ersten Mann die Liebe zu den Bergen teilte. Mit ihm bekam sie noch zwei weitere Kinder. Ihr Mann kam im März 1961 in einer Lawine in der Watzmann-Ostwand ums Leben. Mit 35 Jahren war die Mutter dreier Kinder nun Alleinerzieherin.
2002 wurde Helma Schimke im Dokumentarfilm Über allem der Berg von Ulrike Gschwandtner und Annette Mäser porträtiert. Zuletzt arbeitete sie als freiberufliche Architektin in Salzburg.

## Werke
- Über allem der Berg (1964)
- Auf steilen Wegen (1961)
- Berge. Auf Wegen zu sich selbst (1986) – ISBN 3-7013-0708-3